# Werner Dittschlag
Werner Dittschlag (* 26. Juli 1910 in Stargard; † nach 1976) war ein deutscher Schriftsteller.

## Leben und Wirken
Nach dem Schulbesuch studierte er Pädagogik, Theologie und Medizin in Stettin, Berlin und Kiel. Danach war er im Schuldienst tätig, wurde Leiter einer Volkshochschule und später Leiter der Abteilung „Volk und Kultur“ des Kulturinstituts der Stadt Stettin.
In der NSDAP, der er zum 1. Mai 1933 beigetreten war (Mitgliedsnummer 3.163.905), war er zunächst Kreisjugendwart in Metschow und Stettin, später wurde er Gauhauptstellenleiter „Aktive Schulung“ und Gauschulungsredner der Leitung des NSDAP-Gaus Pommern.
Nach dem Zweiten Weltkrieg studierte er Staatswissenschaft und promovierte zum Dr. rer. pol. Er wurde Präsident des „Deutschen Autoren-Verbandes“ und der Deutschen Gesellschaft für Sozialkultur. Er war Herausgeber und Schriftleiter der Zeitschrift Der Doppelpunkt und der soziologischen Schriftenreihe Helmstedter Studien. In Winsen (Aller) lebte er zuletzt als freiberuflicher Staatswissenschaftler und Heilpraktiker.

## Werke (Auswahl)
- Das Hadubrandspiel, ein germanisches Heldenschicksal, Laienspiel. Arwed Strauch, Leipzig 1934.
- Chorisches Weihnachtsspiel. Kaiser Verlag, München 1935.
- Unser Arbeitsdienst, ein neuer Orden der Arbeit, Ehre und Kameradschaft, Jugendbuch. Velhagen & Klasing, Bielefeld und Leipzig 1936.
- Nürnberg, die Stadt der Reichsparteitage, Jugendbuch. 1937.
- Die Schmuggler vom Darß, Heimaterzählung. 1937.
- Der Fremde im Dorf. 1943.
- Wohlstandsdelinquenz der Jugendlichen. Hamburg 1967.
- Humanbiologie. Vermischte Aufsätze und Studien. Otto Pohl, Celle 1967.
- Solschenizyn Widerstand im Wort. Gedanken und Erkenntnisse über Alexander Issajewitsch Solschenizyn. Mit einer Einführung von Richard Maul. Maul-Druck, Braunschweig 1974.
- Leben und Werk von Professor Franz Brandlhofer. Eigenverlag, Winsen 1975.
- Ein Weizackerparadies. Eigenverlag, Winsen 1976.
- Ein Weizackerparadies in Pommern. Hans Otto Thies Verlag, 1977.
- Abrechnung mit dem Zeitgeist. Lebenskunde-Verlag, Düsseldorf 1983.